# 森浩太郎
森　浩太郎（もり こうたろう、1963年 - ）は、日本の厚生労働官僚。GPIFの設立・改革等の年金積立金の運用、C型肝炎訴訟等を担当するとともに、スウェーデン・アタッシェ等を務めた。

## 経歴
（特に断りのない限り、この節の出典）
- 1988年　東京大学法学部卒業、厚生省入省、健康政策局配属
- 1990年　公正取引委員会事務局取引部取引課流通対策室
- 1992年　厚生省年金局運用指導課
- 1993年　厚生省社会・援護局援護企画課
- 1995年　総理府地方分権推進委員会上席調査員
- 1997年　厚生省大臣官房政策課課長補佐
- 1998年　在スウェーデン日本国大使館書記官
- 2001年　環境省廃棄物・リサイクル対策部総括補佐
- 2003年　厚生労働省年金局運用指導課年金運用企画官
- 2005年　厚生労働省医薬食品局総務課医薬品副作用被害対策室長
- 2007年　財務省主計局主計企画官（法規課担当）、公会計室長
- 2009年　ジェトロ・ニューヨーク・センター
- 2012年　厚生労働省大臣官房参事官（資金運用担当）
- 2015年　厚生労働省医薬・生活衛生局総務課長
- 2016年　医薬品医療機器総合機構総括審議役
- 2017年　年金積立金管理運用独立行政法人審議役
- 2022年　年金積立金管理運用独立行政法人理事